# Konrád Kálmán
Konrád Kálmán, a sportsajtóban Konrád II (Palánka, 1896. május 26. – Stockholm, 1980. május 10.) magyar válogatott labdarúgó, jobbszélső poszton. 1914-1928 között tizenhárom alkalommal játszott a magyar válogatottban. Testvére Konrád Jenő szintén magyar válogatott labdarúgó, az 1930-as évek közepén edzette a román válogatottat öt mérkőzésen. Svédországban edzőként dolgozott, majd letelepedett és ott élt haláláig.

## Sportpályafutása

### Klubcsapatban
Konrád kicsi gyerekként felköltözött Budapestre. 14 évesen csatlakozott az MTK utánpótlás csapatához, majd 1913-ban 17 évesen az első csapathoz került. 1913-tól 1919-ig az MTK-ban játszott és az 1914, 1917, 1918, 1919 években bajnok lett. (A liga szünetelt 1915-ben és 1916-ban az első világháború miatt.)
1917-1919 között 94 mérkőzésen 88 gólt szerzett az MTK-ban. A csapat akkori gólkülönbsége: 376-46=330.
1926 augusztusában az Amerikai Egyesült Államokba igazolt, mert Nat Agar, az amerikai Brooklyn Wanderers tulajdonos-menedzsere Kálmánt a csapatába csábította. Tehetsége annyira legendás volt, hogy Agart arra kényszerítették, hogy tartsa az átigazolást titokban. Konrád Brooklynban 27 mérkőzésen 2 gólt szerzett.
International Soccer League-ben is játszott, az amerikai és kanadai csapatok egy akkori új ligájában. Az ASL Wanderers részt vett és megnyerte a ligabajnokságot. Konrád négy gólt szerzett és minden mérkőzésen pályára lépett.
1927-28 között Konrád visszatért Magyarországra és a Hungária néven szereplő MTK-ban fejezte be a játékos karrierjét.

### A válogatottban
A válogatottban 12 mérkőzésen 2 gólt szerzett.

### Edzőként
Edzőként olyan klubokat irányított, mint például a Bayern München, az FC Zürich és a Slavia Praha.

## Statisztika

### Mérkőzései a válogatottban
| Magyarország | Magyarország      | Magyarország                    | Magyarország | Magyarország | Magyarország  | Magyarország | Magyarország | Magyarország |
| #            | Dátum             | Helyszín                        | Hazai        | Eredmény     | Vendég        | Kiírás       | Gólok        | Esemény      |
| ------------ | ----------------- | ------------------------------- | ------------ | ------------ | ------------- | ------------ | ------------ | ------------ |
| 1.           | 1914. november 8. | Bécs, WAC-Platz                 | Ausztria     | 1 – 2        | Magyarország  | barátságos   | 1            | 59'          |
| 2.           | 1915. május 2.    | Budapest, Hungária körúti pálya | Magyarország | 2 – 5        | Ausztria      | barátságos   | -            |              |
| 3.           | 1915. október 3.  | Bécs, WAC-Platz                 | Ausztria     | 4 – 2        | Magyarország  | barátságos   | -            |              |
| 4.           | 1916. május 7.    | Bécs, WAC-Platz                 | Ausztria     | 3 – 1        | Magyarország  | barátságos   | -            |              |
| 5.           | 1916. november 5. | Bécs, WAC-Platz                 | Ausztria     | 3 – 3        | Magyarország  | barátságos   | 1            | 45'          |
| 6.           | 1917. május 6.    | Bécs, WAC-Platz                 | Ausztria     | 1 – 1        | Magyarország  | barátságos   | -            |              |
| 7.           | 1918. április 14. | Budapest, Hungária körúti pálya | Magyarország | 2 – 0        | Ausztria      | barátságos   | -            |              |
| 8.           | 1918. június 2.   | Bécs, WAC-Platz                 | Ausztria     | 0 – 2        | Magyarország  | barátságos   | -            |              |
| 9.           | 1918. október 6.  | Bécs, WAC-Platz                 | Ausztria     | 0 – 3        | Magyarország  | barátságos   | -            |              |
| 10.          | 1919. április 6.  | Budapest, Üllői úti pálya       | Magyarország | 2 – 1        | Ausztria      | barátságos   | -            |              |
| 11.          | 1927. október 9.  | Budapest, Hungária körúti pálya | Magyarország | 1 – 2        | Csehszlovákia | barátságos   | -            |              |
| 12.          | 1928. március 25. | Róma, Nazionale PNF Stadion     | Olaszország  | 4 – 3        | Magyarország  | Európa-kupa  | -            |              |
| 13.          | 1928. május 6.    | Budapest. Hungária körúti pálya | Magyarország | 5 – 5        | Ausztria      | barátságos   | -            |              |
|              | Összesen          |                                 |              | 13           | mérkőzés      |              | 2            | gól          |